# Les Justiciers du Far-West
Pour plus de détails, voir Fiche technique et Distribution.
Les Justiciers du Far-West ou Le dernier des fédérés (titre original : The Lone Ranger) est un serial de western américain de Republic Pictures. Composé de quinze épisodes, il est sorti en 1938 et a été réalisé par William Witney et John English. L'année suivante, une suite sort sous le titre de The Lone Ranger Rides Again. En 1940, une version condensée sous forme de film sort sous le titre de Hi-Yo Silver. Ce serial est une adaptation du feuilleton radiophonique de 1933, The Lone Ranger.

## Synopsis
En 1865, le Capitaine Mark Smith de l'Armée des États confédérés prend la tête d'une bande de déserteurs pour conquérir le Texas et y régner en dictateur. Pour sa première action, il capture et assassine le Commissaire des Finances du Texas, le Colonel Marcus Jeffries, et prend sa place. Quand un contingent de Texas Rangers entre sur le territoire, Snead, l'un des hommes de Smith, les mène dans une embuscade. Les Rangers semblent avoir été tous massacrés, mais il reste un survivant blessé. Celui-ci, soigné par Tonto, jure de se venger du massacre et de défaire le « Colonel Jeffries » et ses hommes...

## Fiche technique
- Titre original : The Lone Ranger
- Titre français : Les Justiciers du Far-West
- Titre français alternatif : Le dernier des fédérés (version film)
- Réalisation : William Witney et John English
- Scénario : Barry Shipman, George Worthing Yates, Franklin Adreon, Ronald Davidson, Lois Eby ; basé sur la série radiophonique The Lone Ranger de Fran Striker
- Direction artistique : John Victor Mackay
- Décors : Morris Braun
- Costumes : Elsie Horwitz, Robert Ramsey
- Photographie : William Nobles
- Son : Daniel J. Bloomberg, Charles L. Lootens
- Montage : Edward Todd, Helene Turner
- Musique : Alberto Colombo
- Société(s) de production : Republic Pictures
- Société(s) de distribution : Republic Pictures (USA)
- Pays de production :  États-Unis
- Langue originale : anglais
- Format : noir et blanc — 35 mm — 1,37:1 — son mono (RCA High Fidelity Recording)
- Genre : western
- Durée :
  - 264 minutes (15 chapitres)
  - 90 minutes (version film, France)
  - 69 minutes (version film, USA)
- Dates de sortie :
  - États-Unis : 12 février 1938

## Distribution
- Lee Powell : Allen King
- Chief Thundercloud : Tonto
- Silver King : Silver, le cheval blanc
- Hal Taliaferro : Bob Stuart
- Herman Brix : Bert Rogers
- Lane Chandler : Dick Forrest
- George Letz : Jim Clark
- Lynne Roberts : Joan Blanchard
- Stanley Andrews : Mark Smith
- George Cleveland : George Blanchard
- William Farnum : Père McKim
- John Merton : Kester
- Sammy McKim : Sammy
- Tom London : Felton
- Maston Williams : Joe Snead
- Iron Eyes Cody (non crédité) : Bullet Bringer (ch. 7)

## Chapitres
|    | Titre                   | Durée       | Diffusion originale |
| -- | ----------------------- | ----------- | ------------------- |
| 1  | Hi-Yo Silver            | 30 min 17 s | 12 février 1938     |
| 2  | Thundering Earth        | 18 min 22 s |                     |
| 3  | The Pitfall             | 16 min 43 s |                     |
| 4  | Agent of Treachery      | 16 min 39 s |                     |
| 5  | The Steaming Cauldron   | 16 min 17 s |                     |
| 6  | Red Man's Courage       | 16 min 28 s |                     |
| 7  | Wheels of Disaster      | 15 min 58 s |                     |
| 8  | Fatal Treasure          | 16 min 54 s |                     |
| 9  | The Missing Spur        | 16 min 35 s |                     |
| 10 | Flaming Fury            | 16 min 33 s |                     |
| 11 | The Silver Bullet       | 16 min 18 s |                     |
| 12 | Escape                  | 16 min 22 s |                     |
| 13 | The Fatal Plunge        | 16 min 37 s |                     |
| 14 | Messengers of Doom      | 16 min 49 s |                     |
| 15 | The Last of the Rangers | 17 min 03 s |                     |

## Sortie

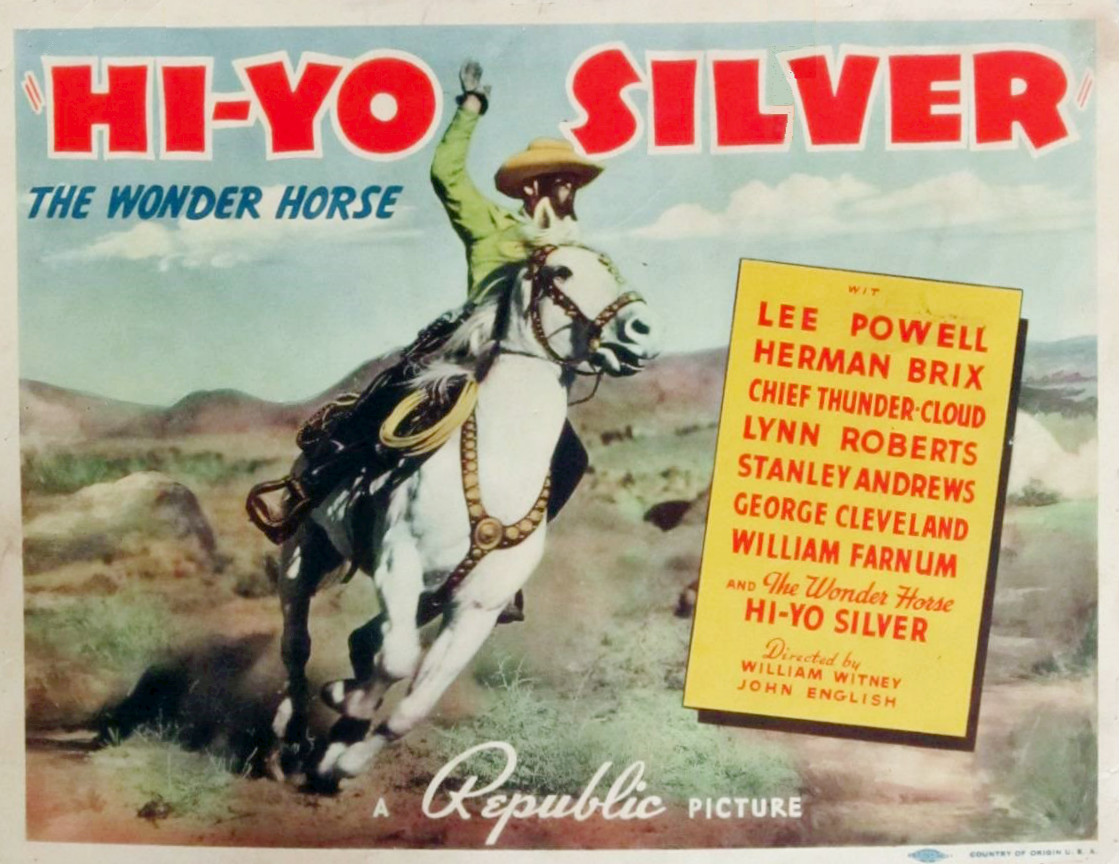
Carte du film de 1940.

### Cinéma
La sortie officielle de The Lone Rangrt est le 12 février 1938. Le film, la version condensée de 69 minutes, est sorti le 10 avril 1940. Le titre de travail de ce film fut Return of the Ranger mais il sortit finalement sous le titre de Hi-Yo-Silver.
The Lone Ranger eu un énorme succès financier pour Republic et George W. Trendle. Le serial créa un nouvel intérêt pour la version radiophonique et une centaine de stations reprirent la série. King Features sortit même un comic strip.

### DVD
En 2010, Bach Films propose une publication DVD du serial. Il est présenté sous forme de trois époques de 70 minutes sur 2 disques : « L'Usurpateur », « Guet apens » et « Justice est faite ».